# 西経55度線
西経55度線（せいけい55どせん）は、本初子午線面から西へ55度の角度を成す経線である。北極点から北極海、北アメリカ、大西洋、南アメリカ、南極海、南極大陸を通過して南極点までを結ぶ。
西経55度線は、東経125度線と共に大円を形成する。

## 通過する地域一覧
西経55度線は、北極点から南極点まで南に向かって以下の場所を通っている。
| 地理座標                                             | 国土・領土・領海         | 備考 |
| ---------------------------------------------------- | ------------------------ | --- |
| 北緯90度0分 西経55度0分 / 北緯90.000度 西経55.000度  | 北極海                   | |
| 北緯83度36分 西経55度0分 / 北緯83.600度 西経55.000度 | リンカーン海             | |
| 北緯82度20分 西経55度0分 / 北緯82.333度 西経55.000度 | グリーンランド           | |
| 北緯71度26分 西経55度0分 / 北緯71.433度 西経55.000度 | バフィン湾               | |
| 北緯70度29分 西経55度0分 / 北緯70.483度 西経55.000度 | グリーンランド           | Qeqertarsuatsiaq島 |
| 北緯70度24分 西経55度0分 / 北緯70.400度 西経55.000度 | バフィン湾               | |
| 北緯70度0分 西経55度0分 / 北緯70.000度 西経55.000度  | デービス海峡             | ディスコ島（ グリーンランド、北緯69度42分 西経54度59分 / 北緯69.700度 西経54.983度）の西を通過                                                                             |
| 北緯60度0分 西経55度0分 / 北緯60.000度 西経55.000度  | 大西洋                   | ラブラドル海 名前のない海域 ノートルダム湾（英語版） |
| 北緯49度33分 西経55度0分 / 北緯49.550度 西経55.000度 | カナダ                   | ニューファンドランド・ラブラドール州 — エクスプロイツ島（英語版）、ニューファンドランド島                                                                                  |
| 北緯47度25分 西経55度0分 / 北緯47.417度 西経55.000度 | フォーチュン湾（英語版） | |
| 北緯47度30分 西経55度0分 / 北緯47.500度 西経55.000度 | カナダ                   | ニューファンドランド・ラブラドール州 — ブリン半島（英語版）（ニューファンドランド島）                                                                                      |
| 北緯47度17分 西経55度0分 / 北緯47.283度 西経55.000度 | 大西洋                   | |
| 北緯6度0分 西経55度0分 / 北緯6.000度 西経55.000度    | スリナム                 | パラマリボの東を通過 |
| 北緯2度35分 西経55度0分 / 北緯2.583度 西経55.000度   | ブラジル                 | パラー州 マットグロッソ州（南緯9度33分 西経55度0分 / 南緯9.550度 西経55.000度から） マットグロッソ・ド・スル州（南緯17度38分 西経55度0分 / 南緯17.633度 西経55.000度から） |
| 南緯23度57分 西経55度0分 / 南緯23.950度 西経55.000度 | パラグアイ               | |
| 南緯26度47分 西経55度0分 / 南緯26.783度 西経55.000度 | アルゼンチン             | |
| 南緯27度47分 西経55度0分 / 南緯27.783度 西経55.000度 | ブラジル                 | リオグランデ・ド・スル州 |
| 南緯31度18分 西経55度0分 / 南緯31.300度 西経55.000度 | ウルグアイ               | |
| 南緯34度55分 西経55度0分 / 南緯34.917度 西経55.000度 | 大西洋                   | |
| 南緯60度0分 西経55度0分 / 南緯60.000度 西経55.000度  | 南極海                   | |
| 南緯61度2分 西経55度0分 / 南緯61.033度 西経55.000度  | サウス・シェトランド諸島 | エレファント島 — アルゼンチンと チリと イギリスが領有権を主張 |
| 南緯61度8分 西経55度0分 / 南緯61.133度 西経55.000度  | 南極海                   | ジョインビル島（南緯63度18分 西経55度1分 / 南緯63.300度 西経55.017度）の東を通過                                                                                           |
| 南緯76度30分 西経55度0分 / 南緯76.500度 西経55.000度 | 南極大陸                 | アルゼンチン（アルゼンチン領南極）と チリ（チリ領南極）と イギリス（イギリス領南極地域）が領有権を主張                                                                     |